# 日本国民党
日本国民党（にっぽんこくみんとう、英語: National Party of Japan）は、日本の政治団体である。キャッチフレーズは「わたしの町から日本を守る」「国民と同じ言葉で語り、同じ思いで実践する愛国政党」。党名は維新政党・新風東京都本部の初代代表であった山崎幸一郎の発案とされる。

## 党史
1996年（平成8年）1月27日に維新政党・新風の支部維新政党・新風東京都本部として発足。
2017年（平成29年）7月7日に対韓国闘争を巡る対立により維新政党・新風から独立。同年12月17日に日本国民党へ改称した。
2019年（平成31年）2月に行われた渋川市議会議員選挙では、無所属で立候補した党員の須田勝が再選。
同年4月に行われた第19回統一地方選挙では、新人3人（太田太・堀切笹美・川東大了）と現職の赤坂大輔を推薦。太田と赤坂が当選した。推薦候補のうち太田は自由民主党、堀切は日本第一党、赤坂は日本維新の会の公認候補であり、川東のみ無所属で出馬していた。
同年6月には葛飾区議会議員の池田久義（自由民主党所属）が党員となる。
2020年（令和2年）2月に行われた那珂市議会選挙では、無所属で立候補した原田陽子を支援。原田は県本部長を務める日本第一党の推薦を受けた新人であり、当選して同党の党員として初の地方議員となった。しかし同年9月に日本第一党を離党し、同年のうちに日本国民党の党員となる。
2021年（令和3年）2月、岩国市議会議員の石本崇（無所属）が党員となる。
同年7月16日、韓国選手団が東京五輪選手村において掲げた横断幕が反日的であるとして、選手村の正面ゲートにおいて抗議の演説を行う。翌日、「分断につながるようないかなるメッセージもあるべきではない」とするIOCの要請により、この李舜臣の言葉を模した横断幕は撤去された。
また同月19日には、選手村前において街宣車による抗議活動が行われた。日本国民党は「福島県産食材への偏見を助長」するパフォーマンスへの抗議であると説明しており、大韓民国大使館前においても抗議活動を行ったとしている。
同年8月、高崎市にある県立公園「群馬の森」に設置された朝鮮人労働者の追悼碑についての裁判で、東京高等裁判所は設置期間の更新を認めなかった県の処分は違法ではないとの判決を下した。日本国民党は日本女性の会そよ風による「朝鮮人碑撤去を求める活動」を支援しており、神奈川新聞ではこの裁判に関連して、日本国民党代表の鈴木信行がTwitterで行った投稿に言及している。
同年11月の葛飾区議会議員選挙では、所属議員のうち自民党公認候補の池田は再選をはたすが、無所属で立候補した党代表の鈴木は落選する。

## 基本政策
- 自主憲法制定と自主国防体制の確立[22]
- 日韓国交断絶(日韓断交)[22]
- 外国人への公金支出廃止[22]
- 歴史伝統文化に基づいた教育[22]
- グローバリズムと財界主導からの転換[22]

## 所属議員
公式ウェブサイトによると、日本国民党の所属議員は6名である。ただし、いずれの議員も自民党所属または無所属の議員として活動している。
- 太田太 - 東京都中央区議会（2019年4月 - 1期）、自由民主党東京都中央区第十八支部長[24]。
- 須田勝 - 群馬県渋川市議会（2007年1月 - 4期)
- 石本崇 - 山口県岩国市議会（2003年 - 5期）
- 池田久義 - 東京都葛飾区議会（1991年 - 9期）、自由民主党葛飾総支部政務調査委員長[25]。

## 役員
| 役職                           | 氏名       | 備考                           |
| ------------------------------ | ---------- | ------------------------------ |
| 代表                           | 鈴木信行   |                                |
| 副代表                         | 小林芳夫   |                                |
| 事務局長                       | 寺武清重   |                                |
| 組織統制局長                   | 荒木紫帆   |                                |
| 政策局長                       | 川東大了   |                                |
| 情報宣伝局長                   | 金友隆幸   |                                |
| 婦人部長                       | 篠崎まゆみ |                                |
| 国民運動部長・組織統制局員     | 加藤哲史   |                                |
| 幹事・組織統制局員・愛知支局長 | 柘植雅二   |                                |
| 政策局長補佐                   | 八木康洋   | 在日特権を許さない市民の会代表 |